# Gabriel Alomar i Esteve
Gabriel Alomar i Esteve (Palma, 1910-1997) fou un destacat arquitecte i urbanista mallorquí, conegut especialment per haver dissenyat el Pla Alomar de reforma de Palma de mitjan segle xx.
Alomar es graduà a l'Escola d’Arquitectura de Barcelona el 1934. El 1945 es graduà al Massachusetts Institute of Technology dels Estats Units, on conegué l'obra d'importants urbanistes: Patrick Geddes, Ebenezer Howard, Lewis Mumford i Clarence A. Perry, als quals seguí en la seva obra posterior.

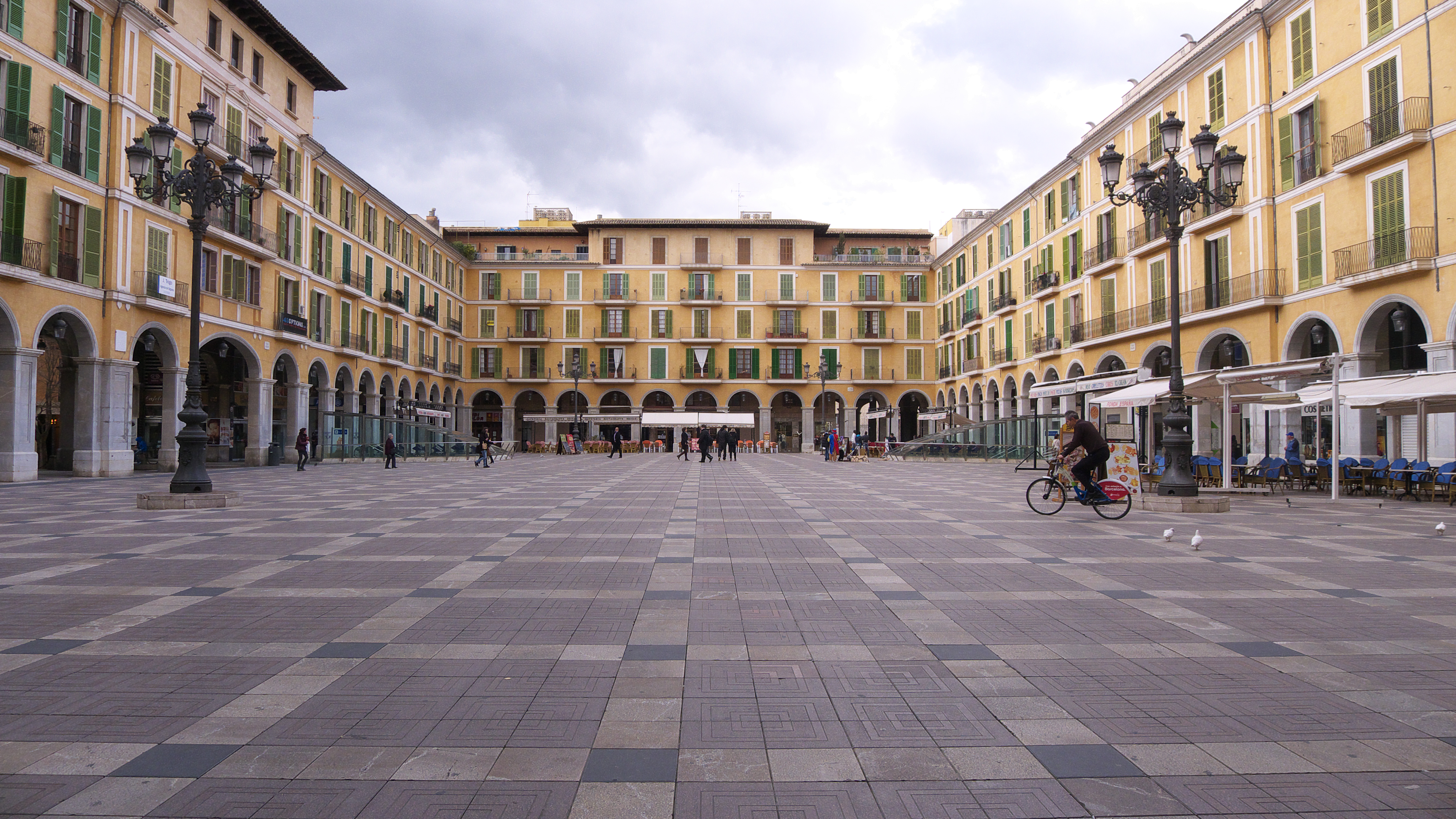
Plaça Major

Elaborà el pla de reforma i d’ordenació de Palma, que aconseguí el 1942 el primer premi d’arquitectura a l'exposició nacional de belles arts de Barcelona i que es dugué a terme des del 1950. Les principals obres incloses en l'anomenat Pla Alomar se centraren en el centre històric de Palma: prolongació de les carreteres radials (de Llucmajor, Manacor, Inca, Sóller i Andratx) fins a la plaça Major, construcció de l'Avinguda de Jaume III, i del Passeig Mallorca, construcció del clavegueram; i construcció de nous barris com el de Son Dureta o el del Rafal. Dissenyà també esglésies parroquials de l'eixample de Palma (Església de Sant Sebastià i Església de Sta. Catalina Thomàs) i completà l'Església de la Santíssima Trinitat.

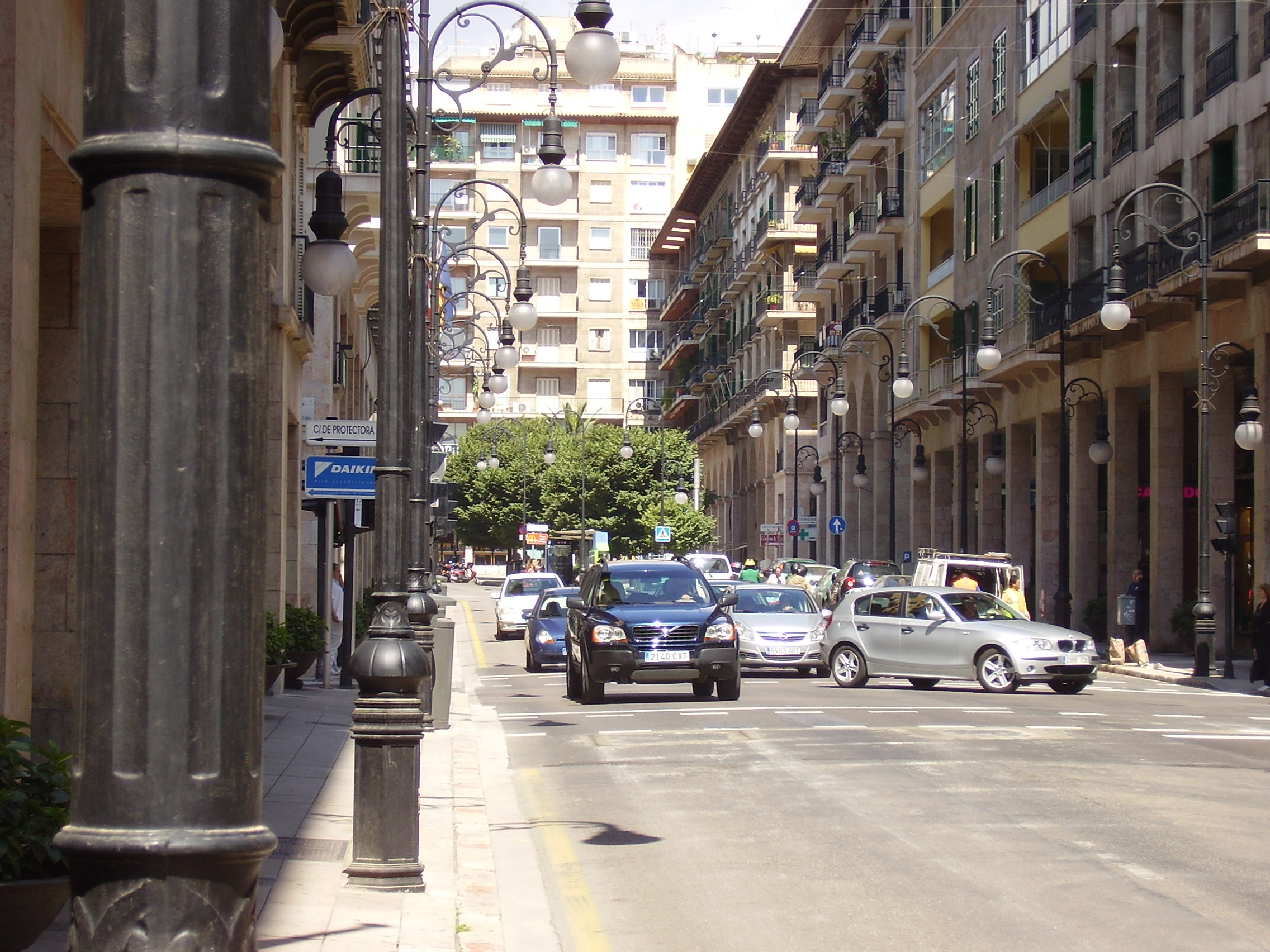
Avinguda de Jaume III

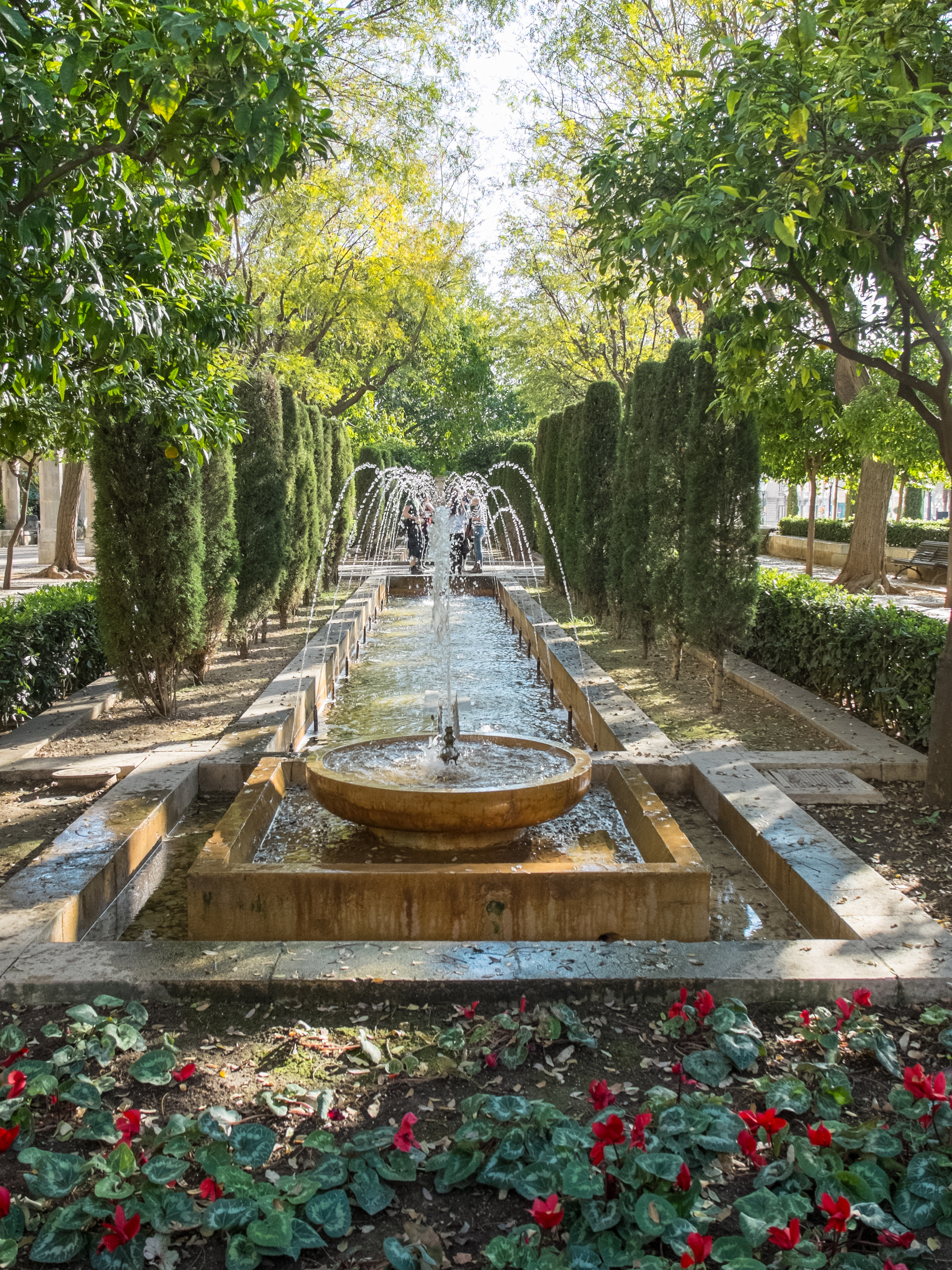
Hort del Rei

Fou professor de Sociologia Urbana a l’Instituto de Estudios de Administración Local de Madrid, i destacà la seva tasca en favor de la preservació del patrimoni artístic i arquitectònic, com ho testimonien els anys 1963-65 en què fou comissari general del Patrimonio Artístico Nacional i la seva trajectòria (1965-75) com a ponent i col·laborador del Consell de Cooperació Cultural per a la protecció del Patrimoni Cultural d’Europa, la fundació (1966) del Museu Etnològic de Muro donant l'edifici de Can Alomar, heretat dels seu pare, i importants fons museístics, la restauració dels sepulcres dels reis de Mallorca a la seu de Palma, entre moltes altres actuacions. Dissenyà les innovadores urbanitzacions de Bellavista (1958) i Son Verí Vell (1960) a la costa de Llucmajor, seguint els principis de la ciutat jardí anglosaxona que havia descobert quan estudià als Estats Units. Dissenyà també jardins de la família March (jardí de cactus de Sa Vall a Ses Salines, jardí del Palau d'Aiamans a Lloseta i Jardí de can Bruy de Pollença) i els jardins de l'Almudaina o Hort del Rei, a Palma.
És autor de nombrosos llibres sobre urbanisme, art i arquitectura: Teoría de la ciudad (1947), La reforma de Palma (1950), Pintores de Italia (1300-1800) (1950), Comunidad planeada (1955), Sociología urbanística (1961), Guillem Sagrera y la arquitectura gótica del siglo XV (1970), Memòries d’un urbanista: 1939-1979 (1986).
El 1969 l'Ajuntament de Palma li concedí la Medalla d'Or de l'Ajuntament, el govern espanyol li concedí la Creu d'Alfons X el Savi, rebé del govern francès l’Orde del Mèrit de les Arts i les Lletres, i el 1991 el Consell de Mallorca li atorgà la Medalla d'Or del Consell de Mallorca, i el 1997 el primer premi d’urbanisme.